# Stazione di San Vito dei Normanni
La stazione di San Vito dei Normanni è una stazione ferroviaria posta sulla linea adriatica. Sita nel territorio comunale di Brindisi, serve tuttavia il comune di San Vito dei Normanni, anche se è posta a circa 10 chilometri dal centro abitato, in aperta campagna. Dal 2017 risulta essere senza traffico.